# Лос Аламос
Лос Аламос (енгл. Los Alamos) град је у савезној држави Њу Мексико, САД. Центар за нуклеарна истраживања. Овде је конструисана и експлодирала прва атомска бомба (испробана 16. јула 1945. код Аламогорда).

## Географија
Лос Аламос се налази на надморској висини од 2.231 m.

## Демографија
По попису из 2010. године број становника је 12.019, што је 110 (0,9%) становника више него 2000. године.
|                   | 2010.           | 2000.           |
| Укупно            | 11 909 (100,0%) | 12 019 (100,0%) |
| Белци             | 9 619 (80,77%)  | 8 992 (74,81%)  |
| Хиспаноамериканци | 1 454 (12,21%)  | 1 757 (14,62%)  |
| Азијати           | 532 (4,467%)    | 862 (7,172%)    |
| Остали            | 229 (1,923%)    | 356 (2,962%)    |
| Афроамериканци    | 75 (0,630%)     | 52 (0,433%)     |